# Xadhiliyya

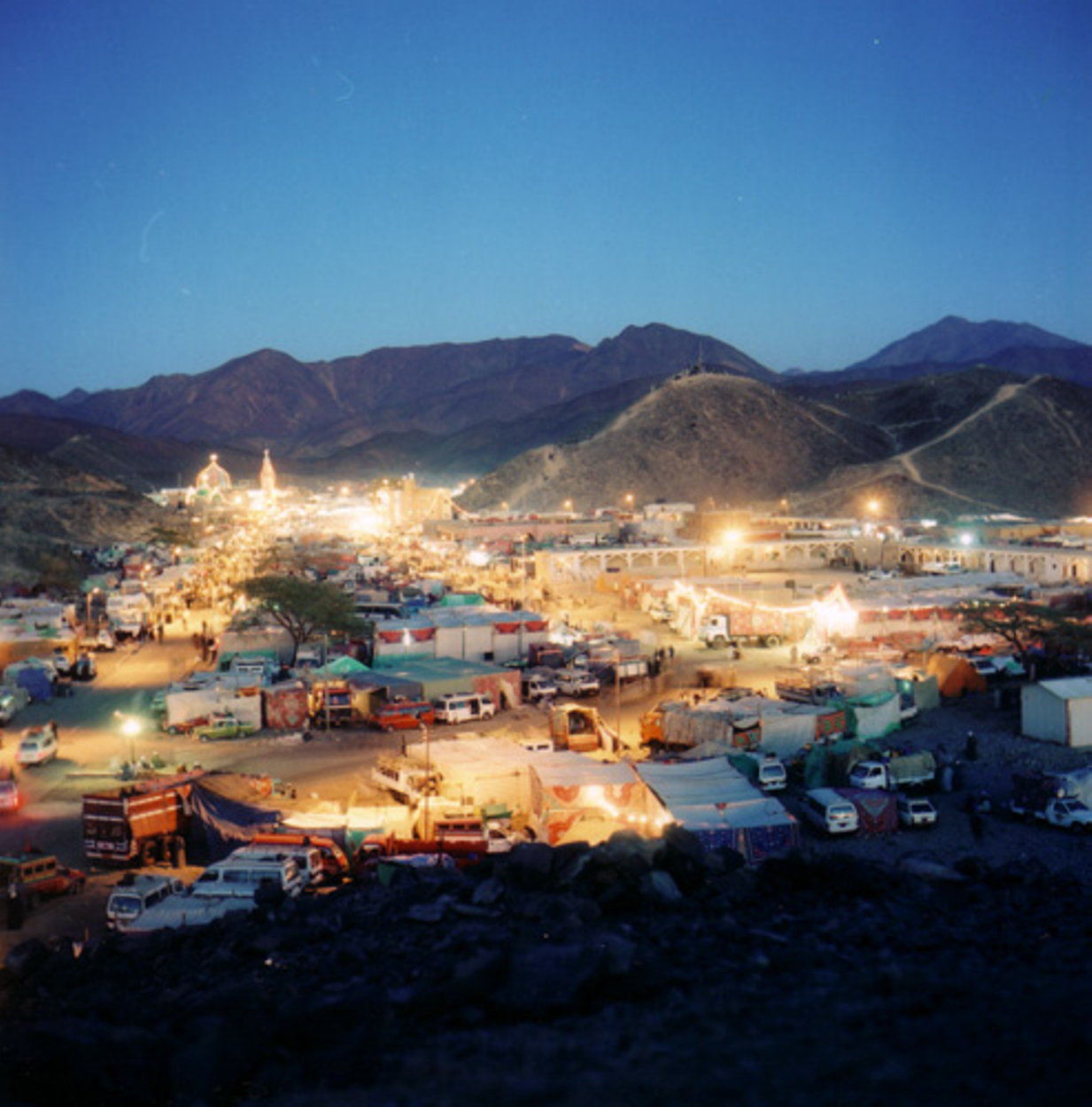
El dargah d'Aix-Xadhilí a Humaithara, Egipte

La xadhiliyya o confraria xadhilita (àrab: الطريقة الشاذلية, aṭ-ṭarīqa ax-xāḏilīya) és una confraria sufí fundada per Abu-l-Hàssan aix-Xadhilí (1196–1258).
Escampada al Magrib des del segle xiv, va estendre la seva influència a Egipte, Síria i l'Aràbia. Partidaris d'un islam obert i tolerant, els xadhilís són avui presents als Balcans, l'Àfrica sahariana, l'oceà Índic, l'Àsia Sud-oriental, la Xina, Europa i els Estats Units. Arreu on poden, s'oposen al rigorisme del wahhabisme i a totes les formes d'integrisme islàmic. Els xadhilís egipcis són a més reputats pels seus cants místics.
La doctrina, exposada pel tercer mestre de la confraria, Àhmad ibn Atà-Al·lah, intenta fer coincidir l'ortodòxia doctrinal i la realització espiritual a través de la pràctica intensiva del dhikr (evocació del nom d'Al·là).

## Branques
La xadhiliyya compta amb més de 70 branques per tot el món. Algunes d'elles són:
- La darqawiyya. La tariqa alawiyya n'és una subbranca de la que en foren adeptes els occidentals René Guénon i Frithjof Schuon.
- La yaixrutiyya, fundada per Alí Nur-ad-Din ibn Muhàmmad ibn Nur-ad-Din Àhmad al-Maghribí al-Yaixrutu aix-Xadhilí at-Tarxihí (vers 1804-1891) nadiu de Bizerta a Tunísia, que va iniciar els seus estudis a Misrata (Líbia).[1]
- La ziyaniyya. El seu mestre epònim fou Muhàmmad ibn Abd-ar-Rahman ibn Abi-Ziyan (mort en 1733), originari del riu Draa prop de Figuig. El càrrec de xeic fou hereditari generalment de pare a fill. Va estendre la seva influència a Orà i Alger. Van cooperar amb la colonització francesa.[2]

## Influència en el cristianisme
Les fonts per a aquestes influències han estat aportades per Miguel Asín Palacios en relació amb el poema Nit fosca de l'ànima (i desenvolupades per altres) que suggereix que Muhàmmad ibn Abbad ar-Rundí, i més generalment la xadhiliyya, van influir en Joan de la Creu, i dibuixa connexions detallades entre els seus ensenyaments.
Altres estudiosos, com José Nieto, sostenen que aquesta doctrina mística és bastant general, i que les similituds que existeixen entre els treballs de Sant Joan, Ibn Abbad i els xadhilís reflecteixen desenvolupament independent, no una influència.